# Los Angeles-i főegyházmegye
A Los Angeles-i főegyházmegye (latinul: Archidioecesis Angelorum in California, angolul: Archdiocese of Los Angeles), Los Angeles-i érseki központú római katolikus főegyházmegye az Amerikai Egyesült Államok nyugati régiójában, Kalifornia államban. Az érsekség magában foglalja Los Angeles városát, valamint Los Angeles megyét, Santa Barbara megyét és Ventura megyét. Tekintettel az érsekség ötmillió katolikusára, népessége alapján az Egyesült Államok legnagyobb egyházmegyéjének tartják.

## Történelme
A Los Angeles-i egyházmegye akkor jött létre, amikor a Montereyi egyházmegyét 1859. július 7-én Monterey-Los Angeles-i egyházmegyévé nevezték át. Ezt követően 1922. június 1-jén Fresno-Montereyi Egyházmegyére és Los Angeles-San Diegó-i egyházmegyére osztották.
A régió katolikus lakosságának növekedése miatt 1936. július 11-én újabb felosztásra került sor, és létrejött a San Diegó-i egyházmegye és a Los Angeles-i főegyházmegye.
1976. március 24-én a kaliforniai Orangei egyházmegyét elválasztották a Los Angeles-i főegyházmegyétől; így jött létre a Los Angeles-i főegyházmegye jelenlegi területe.
2021-ben a Los Angeles-i főegyházmegye nyilatkozatot adott ki, amely megtiltotta a Cesáreo Gabaráin által komponált zeneművek előadását vagy sokszorosítását.

## Korábbi egyházmegyés püspökök
- Francisco Garcia Diego y Moreno, OFM (1840–1846)
- Joseph Alemany, O.P. (1850–1853)
- Thaddeus Amat y Brusi, CM (1853–1878)
- Francisco Mora y Borrell (1878–1896)
- George Thomas Montgomery (1896–1902)
- Thomas James Conaty (1903–1915)
- John Joseph Cantwell (1917–1922)
- John Joseph Cantwell (1922–1936)
- John Joseph Cantwell (1936–1947)
- James McIntyre (1948–1970)
- Timothy Manning (1970–1985)
- Roger Mahony (1985–2011)
- José Horacio Gómez (2011–)

## Segédpüspökök
- Joseph Thomas McGucken (1902-1983) – 1941-1955, majd Sacramento egyházmegyei püspöke (1957-1962) és San Francisco érseke (1962-1977)
- Timothy Manning (1909-1989) - 1946-1967, majd Fresno egyházmegyei püspöke (1967-1969) és Los Angeles-i érsek (1970-1985)
- Alden John Bell (1904-1982) – 1956-1962, majd Sacramento egyházmegyei püspöke (1962-1979)
- John James Ward (1920-2011) – 1963-1996, nyugdíjas
- Joseph Patrick Dougherty (1905-1970) – 1969-1970, meghalt; korábban Yakima egyházmegye püspöke (1951-1969)
- Juan Alfredo Arzube (1918-2007) – 1971-1993, nyugdíjas
- William Robert Johnson (1918-1986) – 1971-1976, majd Orange egyházmegyei püspöke (1976-1986)
- Manuel Duran Moreno (1930-2006) – 1976-1982, majd Tucson egyházmegyei püspöke (1982-2003)
- Thaddeus Shubsda (1925-1991) – 1976-1982, majd Monterey egyházmegyei püspöke (1982-1991)
- Donald William Montrose (1923-2008) - 1983-1985, majd Stockton egyházmegyei püspöke (1985-1999)
- William Levada (1936-2019) - 1983-1986, majd Portland érseke (1986-1995), San Francisco (1995-2005) és a Hittani Kongregáció prefektusa (2005-2012)
- Carl Fisher (1945-1993) – 1986-1993, meghalt
- George Patrick Ziemann (1941-2009) – 1986-1992, majd Santa Rosa egyházmegyei püspöke (1992-1999)
- Armando Ochoa (1943-) – 1986-1996, majd El Paso (1996-2011) és Fresno (2011-2019) egyházmegyés püspöke
- Stephen Blaire (1941-2019) - 1990-1999, majd Stockton egyházmegyei püspöke (1999-2018)
- Sylvester Ryan (1930-) – 1990-1992, majd Monterey egyházmegyei püspöke (1992-2006)
- Thomas Curry (1943-) – 1994-2018, nyugdíjas
- Joseph Sartoris (1927-) – 1994-2002, nyugdíjas
- Gabino Zavala (1951-) – 1994-2012, nyugdíjas
- Gerald Wilkerson (1939-) – 1997–2015, nyugdíjas
- Edward Clark (1946-) – 2001-2022, nyugdíjas
- Oscar Solis (1953-) – 2003-2017, majd Salt Lake City egyházmegyei püspöke
- Alexander Salazar (1949-) – 2004-2018, nyugdíjas
- Robert Barron (1959-) – 2015-2022, majd Winona-Rochester egyházmegyei püspöke
- Joseph Brennan (1954-) – 2015–2019, majd Fresnó egyházmegye püspöke
- David Gerard O'Connell (1953–2023) – 2015–2023, elhunyt
- Marc Trudeau (1957-) – 2018-tól
- Alejandro Aclan (1951-) – 2019-től
- Albert Bahhuth (1956-) – 2023-tól
- Matthew Elshoff (1956-) – 2023-tól
- Brian Nunes (1964-) – 2023-tól
- Sławomir Szkredka (1964-) – 2023-tól

## Szuffragán egyházmegyék
A főegyházmegye szuffragán egyházmegyéi:
- Fresnói egyházmegye
- Montereyi egyházmegye
- Orange-i egyházmegye
- San Bernardinó-i egyházmegye
- San Diegó-i egyházmegye

## Szomszédos egyházmegyék
- Montereyi egyházmegye (északnyugat)
- Fresnói egyházmegye (észak)
- San Bernardinó-i egyházmegye (kelet)
- Orange-i egyházmegye (USA) (délkelet)

## Fordítás
Ez a szócikk részben vagy egészben  az   Archidiecezja Los Angeles című lengyel Wikipédia-szócikk ezen változatának fordításán alapul.  Az eredeti cikk szerkesztőit annak laptörténete sorolja fel. Ez a jelzés csupán a megfogalmazás eredetét és a szerzői jogokat jelzi, nem szolgál a cikkben szereplő információk forrásmegjelöléseként.